# شون لونغ
شون لونغ (بالإنجليزية: Shawn Long)‏ من مواليد 29 يناير 1993، في مورغان سيتي، هو لاعب كرة سلة أمريكي. بدأ مسيرته الاحترافية في سنة 2016. يلعب مع فيلادلفيا سفنتي سيكسرز في الرابطة الوطنية لكرة السلة. يحمل الرقم 36. يبلغ طوله 6 قدم 9 بوصة (2.1 م). حقق المركز الثالث في دورة الألعاب الأمريكية 2015.

## الميداليات
| الميدالية | المسابقة                    |
| --------- | --------------------------- |
| برونزية   | دورة الألعاب الأمريكية 2015 |

## إحصائيات المسيرة

### الموسم الاعتيادي
| السنة   | الفريق                 | لعب | بدأ | دقيقة | ميداني% | ثلاثية | حرة  | ارتداد | صنع | استلاب | تصدي | نقطة |
| ------- | ---------------------- | --- | --- | ----- | ------- | ------ | ---- | ------ | --- | ------ | ---- | ---- |
| 2016–17 | فيلادلفيا سفنتي سيكسرز | 18  | 0   | 12.7  | .594    | .412   | .543 | 4.5    | .8  | .5     | .5   | 8.2  |
| المسيرة | المسيرة                | 18  | 0   | 12.7  | .594    | .412   | .543 | 4.5    | .8  | .5     | .5   | 8.2  |

## روابط خارجية
- شون لونغ على موقع الاتحاد الدولي لكرة السلة (الإنجليزية)
- شون لونغ على موقع إن بي أي (الإنجليزية)
- شون لونغ على موقع دوري كرة السلة الياباني للمحترفين (اليابانية)
- شون لونغ على موقع سبورتس رفرنس (الإنجليزية)
- شون لونغ على موقع كرة السلة الأوروبية.كوم (الإنجليزية)
- شون لونغ على موقع DraftExpress.com (الإنجليزية)
- شون لونغ على موقع كلية كرة السلة في سبورتس رفرنس.كوم (الإنجليزية)
- شون لونغ على موقع ريلجم (الإنجليزية)
- شون لونغ على موقع بروبوليرز (الإنجليزية)
- شون لونغ على موقع سبورتس رفرنس (الإنجليزية)